# Црква Свете Богородице у Подгорцу
Црква Свете Богородице се налазила у Подгорцу, насељеном месту на територији општине Витина, на Косову и Метохији. Припадала је Епархији рашко-призренске Српске православне цркве.
Црква је била посвећена Светој Богородици, обновљена је и освећена 1996. године.

## Разарање цркве 1999. године
Црква је опљачкана и спаљена од стране албанских екстремиста, након доласка америчких снага КФОР-а.